# Mimudea melastictalis
Mimudea melastictalis là một loài bướm đêm trong họ Crambidae.